# Али бин аль-Хусейн
Али бин Аль-Хусейн — третий сын короля Иордании Хусейна и второй ребёнок короля от его третьей жены, королевы Алии. С 6 января 2011 года — вице-президент ФИФА oт Азии.
В январе 2015 года было объявлено, что принц Али будет конкурентом Зеппа Блаттера на очередных выборах Президента ФИФА в мае этого же года, проиграл выборы 29 мая 2015 года, сняв свою кандидатуру после первого тура, в котором Блаттеру не хватило 7 голосов для мгновенной победы.

## Личная жизнь
Принц Али начал oбучение в Исламском образовательном колледже в Аммане. Продолжил учёбу в Великобритании и Соединённых Штатах (школа в Солсбери, штат Коннектикут), где преуспел в спорте, в первую очередь — в борьбе.
23 апреля 2004 года Принц Али женился на Рим Брахими, бывшей журналистке CNN и дочери дипломата Лахдара Брахими, специального представителя Организации Объединённых Наций для Афганистана. Брак публично отмечался 7 сентября 2004 года. У них двое детей: принцесса Джалила (родилась 16 сентября 2005) и принц Абдулла (родился 19 марта 2007 года).
В 2012 году принц Али учредил Программу развития азиатского футбола (AFDP) — социальное предприятие, ориентированное на Азию и Ближний Восток, целью которого является объединение и преобразование сообществ с помощью футбола, поощрение уважения и терпимости к другим, укрепление командного духа и развитие талантов. В октябре 2018 года была основана глобальная аналогичная программа AFDP Global, миссия которой — распространить эту работу на все регионы мира.

## Награды
- Большая лента ордена Аль-Хусейна Бен Али
- Кавалер высшего ордена Возрождения
- Большая лента ордена Звезды Иордании
- Орден Почётного легиона (Франция)
- Орден Восходящего солнца (Япония)
- Рыцарь-командор Королевского Викторианского ордена (Великобритания)
- Большой крест I степени почётного знака за «Заслуги перед Австрийской Республикой»[11]